# Bruno Génésio
Bruno Génésio (ur. 1 września 1966 w Lyonie) – francuski trener piłkarski oraz piłkarz występujący na pozycji pomocnika. W latach 2015–2019 szkoleniowiec francuskiego klubu Olympique Lyon.
1 sierpnia 2019 został nowym trenerem chińskiego Beijing Guo’an. Zastąpił na tym stanowisku Rogera Schmidta.